# Рудопрояви рідкісних земель та цирконію Середнього Побужжя
Рудопрояви рідкісних земель та цирконію Середнього Побужжя зустрічаються як у корі вивітрювання лейкократових, переважно пегматоїдних гранітів, так і безпосередньо в жильних апліто-пегматоїдних гранітах з аномальною радіоактивністю. Іноді рідкісноземельна мінералізація пов'язана з лужними метасоматитами, які локалізуються в тектонічно-послаблених зонах з ознаками локального кремнієво-лужного метасоматозу. На території, що досліджується, відомо близько 10 проявів цирконій-рідкісноземельної мінералізації, які майже не вивчені й тому не становлять на цей час промислового інтересу. Головними мінералами-концентраторами є циркон і монацит, вміст яких у рудних інтервалах коливається від 0,5 до 6,5 кг/т та від 0,1 до 19,7 кг/т відповідно. В рідкісноземельних пегматитах циркон-монацитова мінералізація спостерігається у вигляді нерівномірної дрібної вкрапленості. Вміст цирконію, за даними спектрального аналізу, становить приблизно 0,5 %, рідкісних земель — на рівні перших десятих відсотка.
Одним з перспективних проявів є Довгопристанський, де дрібновкраплена циркон-монацитова мінералізація спостерігається в жилах пегматитів та апліто-пегматоїдних гранітів, які інтрудують ендербіти гайворонського комплексу. Потужність рудних тіл становить 0,1—2,0 м, вміст монациту — 9,0—14,6 кг/т, циркону — 2,24—6,5 кг/т.